# Esma Redžepova
Esma Redžepova-Teodosievska, in macedone Есма Реџепова-Теодосиевска , [ˈɛsma rɛˈdʒɛpɔva tɛɔˈdɔsiɛfska] (Skopje, 8 agosto 1943 – Skopje, 11 dicembre 2016), è stata una cantante macedone di etnia rom.
Nota per la sua voce singolare, viene comunemente definita "Regina dei rom", e rientra tra le 50 great voices secondo NPR. Altra sua caratteristica peculiare fu il particolare gusto nel vestire, e ad attirare la maggiore attenzione era la sua vasta collezione di turbanti.
Ha rappresentato la Macedonia, in coppia con Vlatko Lozanoski, all'Eurovision Song Contest 2013 di Malmö, in Svezia, non qualificandosi tuttavia per la finale.

## Biografia
Esma nacque a Skopje nel 1943, come quinta figlia di sei in una famiglia rom. La madre era una sarta di religione ebraica, mentre suo padre, che aveva perso una gamba durante i bombardamenti tedeschi su Skopje del 1941, era un facchino, uomo forzuto del circo e lustrascarpe che si esibiva occasionalmente come cantante o batterista in cabaret e matrimoni.
All'età 13 anni un suo insegnante le suggerì di prendere parte ad un concorso organizzato da Radio Skopje per le scuole, presso il quale si reca contro il volere dei genitori, visto che era disdicevole per una donna non sposata intraprendere una carriera musicale. In onda radiofonica recita A bre babi, una canzone tradizionale rom in Macedonia. Nonostante fosse la prima volta che una canzone del genere venisse trasmessa dall'emittente, Esma vinse il concorso, sbaragliando le altre 52 scuole partecipanti e vincendo 9 000 dinari.
I genitori non appoggiarono comunque la sua carriera e all'epoca le sue uniche opportunità lavorative, in ambito musicale, erano ristoranti e cabaret. La sua esibizione radiofonica catturò l'attenzione di Stevo Teodosievski, un musicista macedone, frontman dell'Ansambl Teodosievski, che propose ad Esma di entrare a far parte del suo gruppo, che concentrava la propria attività musicale nel genere folk. Teodosievski era un visionario per l'epoca, essendo fortemente convinto che la musica romaní avrebbe avuto successo, soprattutto tra i non-romaní, nonostante in quegli anni, soprattutto in Jugoslavia, fosse fortemente deprecata, persino tra gli stessi rom.
I due riuscirono a convincere i genitori di lei a lasciarla andare, tuttavia Teodosievski era convinto che Esma potesse affinare la propria tecnica, perciò la iscrisse all'Accademia musicale di Belgrado, che frequentò per due anni. Nel 1961 Esma e l'Ansambl si recarono a Zagabria per incidere il primo disco della Redžepova, pubblicato dalla Jugoton, che includeva A bre babi e Chaje Shukarije, scritta dalla stessa cantante, disco che ebbe molto successo in Jugoslavia.

### Eurovision Song Contest 2013

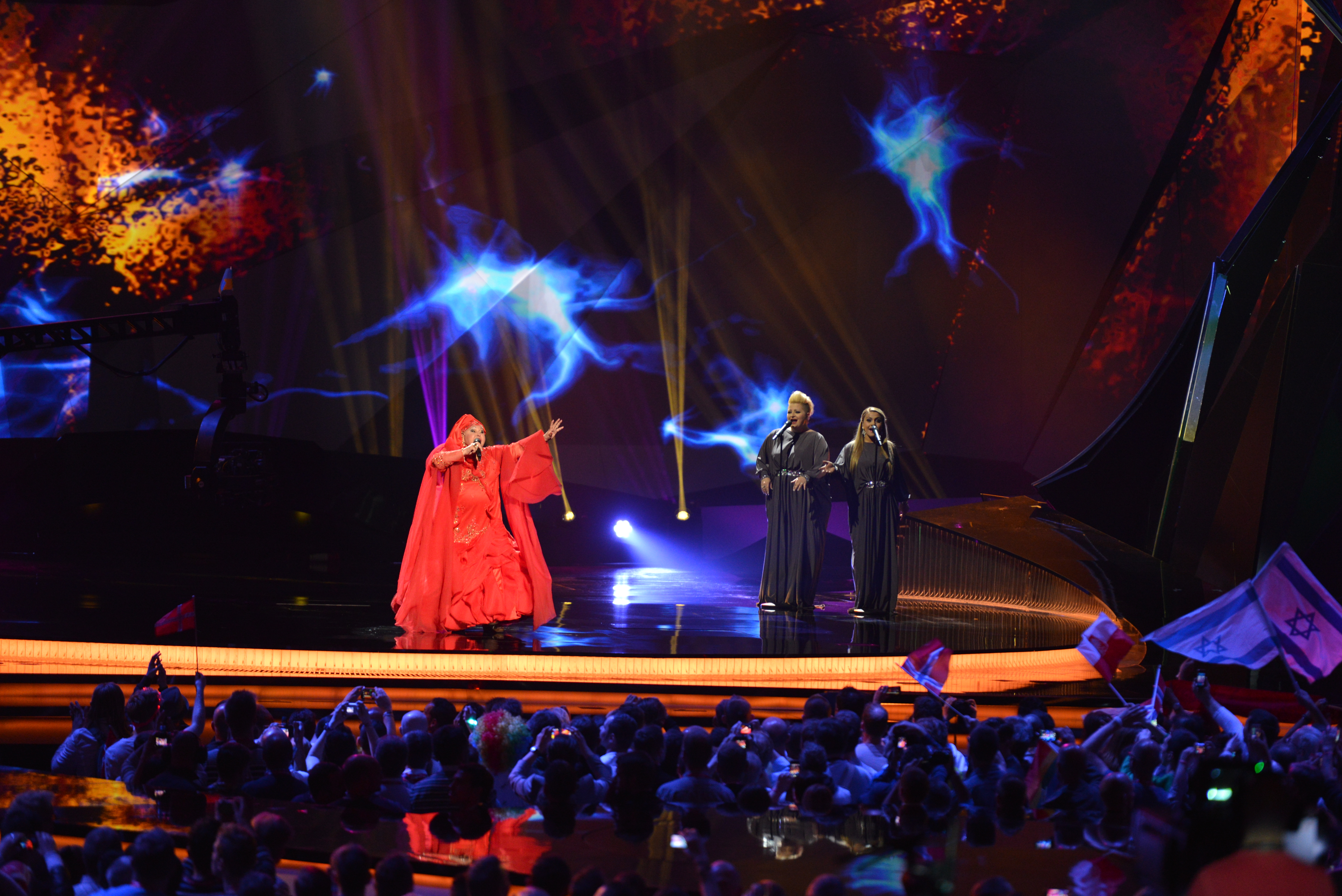
Esma Redžepova sul palco della Malmö Arena nel 2013

Verso la fine del 2012 viene selezionata da MRT, l'emittente televisiva nazionale macedone, per rappresentare l'ex repubblica jugoslava all'Eurovision Song Contest 2013, ospitato dalla città svedese di Malmö. Inizialmente Imperija, cantata in coppia con Vlatko Lozanoski, era stata annunciata come canzone rappresentante, tuttavia a causa di alcune controversie riguardanti il video ufficiale, è stata sostituita da Pred da se razdeni (Prima che faccia giorno).
Il duo, esibitosi al 3º posto durante la seconda semifinale del 16 maggio 2013, si è classificato 16º con 28 punti.

## Vita privata
Esma sposò Stevo Teodosievski nel 1968. Rimasero sposati fino alla morte di lui nel 1997 e non ebbero mai figli loro, anche se adottarono 5 bambini nell'ambito di un'iniziativa filantropica di Esma, provvedendo istruzione e una casa ad altri 42.